# W79

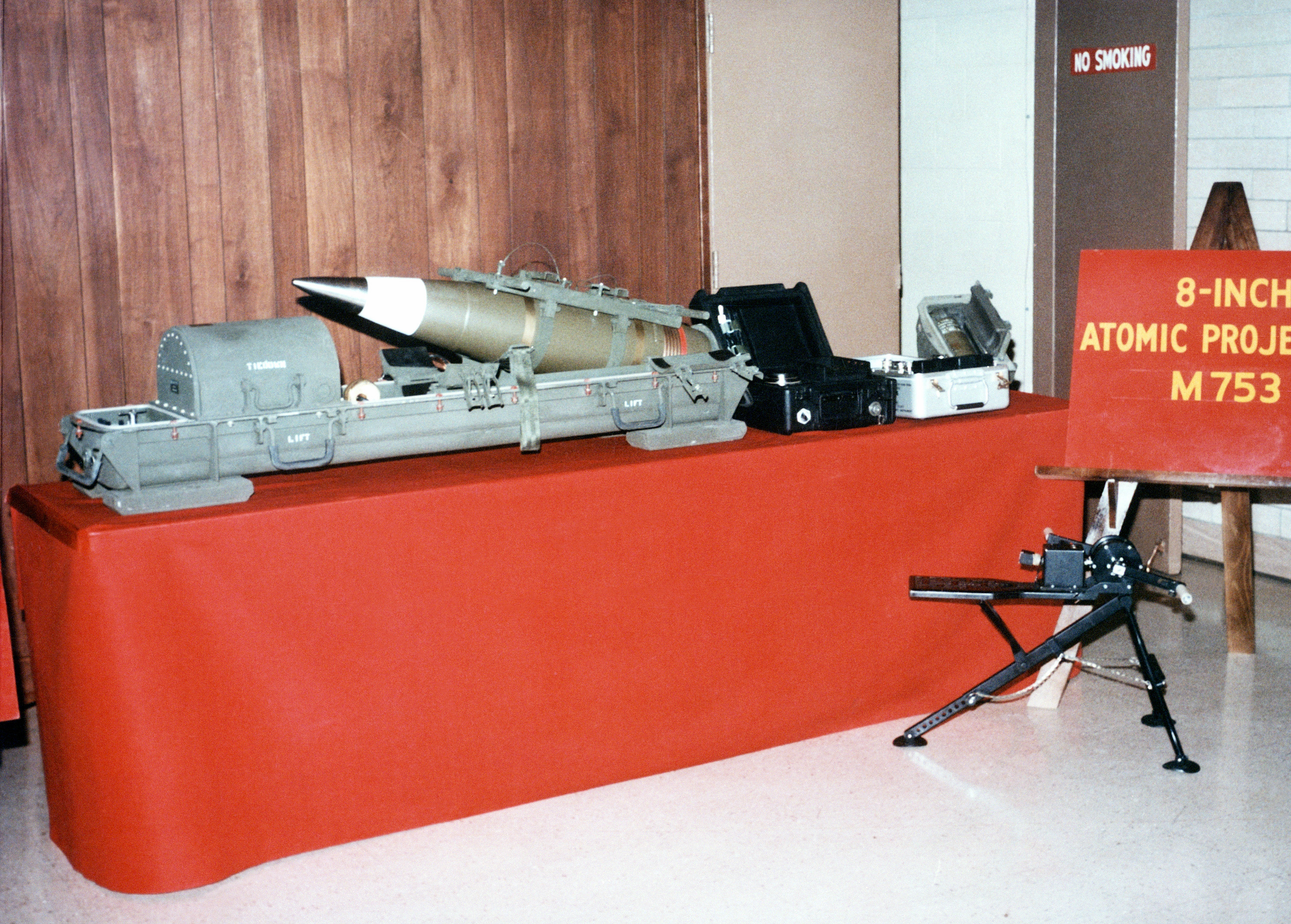
Présentation d'un W79 en 1982.

La W79 était un obus atomique américain tiré depuis un obusier de 8 pouces soit 203 mm, le M110 ou le M115 howitzer (en).

## Description
Deux modèles de la W79 furent fabriqués : Mod 0 et Mod 1. Les deux contenaient du plutonium et étaient du type implosion linéaire. 
Le Mod 0 offrait trois puissances explosives, entre 100 tonnes et 1,1 kilotonne, ainsi que la possibilité de produire ou non plus de radiations. Le Mod 1 n'offrait que l'explosion par fission nucléaire et avait une puissance explosive 0,8 kilotonne.  Cette puissance correspond probablement au maximum de l'explosion par fission du Mod 0.
Les deux modèles avaient un diamètre de 8 pouces (203 mm), mesuraient 44 pouces (112 cm) de long et pesaient 200 livres (90 kg).
La W79 a été fabriquée de 1981 à 1986 à 550 exemplaires. Toutes les unités ont été retirées du service en 1992.

## Implosion linéaire
La technique de l'implosion linéaire exige une masse de matériau nucléaire qui est plus lourde que la masse critique à pression normale et formée en boule. Initialement, la masse est moulée en une forme non-sphérique et traitée de façon que sa densité soit inférieure à une certaine densité. Lorsqu'elle est tirée, une certaine quantité d'explosif détone et compresse la masse de façon qu'elle atteigne une densité sur-critique, ce qui amène le début d'une réaction en chaîne. Il y a au moins deux méthodes pour compresser et déformer une masse de matériau nucléaire :
1. Compresser une boule creuse de matériau nucléaire de façon à l'amener à une densité sur-critique. Le plutonium est stabilisé en phase delta, et l'explosion l'amène brusquement à la phase alpha, plus dense.
2. Former ensemble un explosif et du matériau nucléaire de façon que la pression causée par l'explosion modifie la forme initiale, qui ressemble à un ellipsoïde ou un ballon de rugby, pour l'amener à une forme sphérique.

Au minimum, la masse critique pour le plutonium à pression normale et sans matériau réflecteur de neutrons, est d'environ 10 kilogrammes. Pour produire une puissance explosive importante, une arme de type implosion linéaire doit contenir au moins 13 kilogrammes de plutonium. Le volume occupé par 13 kg de plutonium en phase alpha (densité la plus élevée à 19,8 g/cm3) est de 657 cm3, ce qui équivaut à une boule de 10,8 cm de diamètre.
Les armes du type implosion linéaire pourraient utiliser un tampon ou un réflecteur à neutrons, mais cela exigerait d'augmenter leur volume de façon marquée. Pour qu'elles soient tirées d'un obusier, elles doivent occuper un volume minimal. Des obus atomiques de 155 mm et de 152 mm sont connus, mais Ted Taylor, un concepteur d'armes atomiques, affirme qu'il serait possible d'avoir un obus de 105 mm.
Les armes de type implosion linéaire sont nettement moins efficaces que les armes à implosion du type Fat Man à cause de la plus faible compression obtenue : elles exigent de deux à trois fois plus de matériau nucléaire que les armes du type Fat Man. Elles sont aussi notablement plus lourdes, mais notablement plus compactes que les armes atomiques à implosion conventionnelles. Par exemple, la Davy Crockett avait un diamètre d'environ 11 pouces et pesait 51 livres. Des chercheurs affirment que les armes atomiques à implosion conventionnelles coûtent environ 1,25 million USD par unité fabriquée, les composantes non nucléaires coûtant 0,25 million USD et le plutonium 1 million USD.  Les armes à implosion linéaire demandent entre deux et trois fois plus de plutonium, ce qui les rend notablement plus chères à fabriquer.